# Tabanus subsimilis
El tábano rayado (Tabanus subsimilis) es una especie de díptero de la familia  de los tabánidos. Se distribuye en el sur de los Estados Unidos hasta el norte de México

## Descripción
Es de aproximadamente media pulgada de largo, de color marrón claro con rayas blanquecinas en el abdomen y el tórax. El tórax está cubierto de un espeso y corto pelo castaño. 

## Comportamiento
El tábano rayado, por lo general pone sus huevos en la vegetación que sobresale por el agua o en el suelo mojado. Las larvas son totalmente depredadoras, y a menudo caníbales. Sólo las hembras de esta familia muerden. Es difcícil encontrar a los machos, pero cuando se dejan ver generalmente están tomando néctar.